# Arctornis graciliclava
Arctornis graciliclava är en fjärilsart som beskrevs av Holloway 1999. Arctornis graciliclava ingår i släktet Arctornis och familjen tofsspinnare. Inga underarter finns listade i Catalogue of Life.